# Coelophrys
Coelophrys is een geslacht van straalvinnige vissen uit de familie van vleermuisvissen (Ogcocephalidae).

## Soorten
- Coelophrys arca Smith & Radcliffe, 1912.
- Coelophrys bradburyae Endo & Shinohara, 1999.
- Coelophrys brevicaudata Brauer, 1902.
- Coelophrys brevipes Smith & Radcliffe, 1912.
- Coelophrys micropa (Alcock, 1891)
- Coelophrys mollis Smith & Radcliffe, 1912.
- Coelophrys oblonga Smith & Radcliffe, 1912.